# Muro di confine
Un muro di confine (o anche barriera di confine) è una struttura permanente di separazione fisica tra due nazioni o entità geografiche realizzata allo scopo di impedire o ostacolare i movimenti tra i due territori.

## Descrizione
Muri o barriere di protezioni anche imponenti sono state costruite nella storia dell'umanità, spaziando dal vallo di Adriano, i limes e la grande muraglia cinese nell'antichità fino al muro di Berlino e la cortina di ferro nella seconda metà del Novecento.
Al 2023 nel mondo vi sono diversi muri di confine, di diversa tipologia e fortificazione, la maggior parte dei quali è stata costruita soprattutto a partire dagli anni 2000:

Barriere di confine e di separazione presenti nel mondo (2023). Non tutte le barriere sono state completate.